# Les Nuits rouges du bourreau de jade
 (décembre 2021).
Pour plus de détails, voir Fiche technique et Distribution.
Les Nuits rouges du bourreau de jade est un thriller franco-hongkongais écrit et réalisé par Julien Carbon et Laurent Courtiaud en 2009, sorti en 2010.
La musique de ce film a été récompensée au Festival international du film de Catalogne.

## Contexte
Sous le règne du premier empereur de Chine, un tortionnaire savant, féru d'acupuncture, de médecine et d'alchimie concocta un élixir qui paralysait les membres de la victime, tout en décuplant la sensibilité des moindres terminaisons nerveuses. Sous le coup d'une overdose de sensation, le supplicié pouvait aussi bien endurer un excès de plaisir comme des douleurs insupportables.
Tout dépendait de la partie du corps que le bourreau stimulait, et de la façon dont il opérait cette stimulation. Pour ce faire, il usait de griffes de jade, pierre chinoise mythique que l'on disait vivante. Ces griffes pouvaient aussi bien prodiguer de délicieuses caresses, d'érotiques attouchements, que d'épouvantables lacérations.
C'est la nature de ces instruments, et le fait que l'élixir était conservé dans un crâne de jade, qui donna au tortionnaire son nom de « bourreau de jade ». Las, son succès finit par rendre jaloux ses rivaux et l'empereur lui-même, car ne disait on pas qu'avant de mourir, ses victimes féminines connaissaient sous les doigts du bourreau de jade une extase telle qu'aucun homme ne pouvait leur procurer. Le bourreau fut déchu et poursuivi pour révéler son secret. Rongé lui-même par le désir de connaitre les sensations extrêmes qu'il procurait à ses victimes, il se donna une mort amplifiée par l'absorption de son propre poison. Ses poursuivants ne trouvèrent pas le crâne, qui avait été dissimulé au cœur d'un large sceau impérial.
Mais la malédiction du crâne de jade, qui avait causé la mort de son créateur, perdura à travers le sceau, apportant le malheur à tous ceux qui le possédèrent. Jusqu'à aujourd'hui…

## Synopsis
Un opéra cantonais raconte la tragédie du bourreau de jade, qui avait inventé un poison donnant la mort par le plaisir absolu. Cette légende se répète de nos jours quand une Française s’enfuit à Hong Kong après avoir tué son amant pour lui prendre une antiquité contenant cette potion. Elle devient la main du destin qui fait s’affronter un mafieux Taïwanais et une meurtrière épicurienne, incarnation moderne du bourreau de jade.

## Fiche technique
- Titre : Les Nuits rouges du bourreau de jade
- Titre international : Red Nights
- Réalisation : Julien Carbon et Laurent Courtiaud
- Scénario : Julien Carbon et Laurent Courtiaud
- Direction artistique : Horace Ma
- Costumes : William Fung et Claire Fraïssé
- Photographie : Man-Ching Ng
- Montage : Sébastien Prangère
- Son : Frédéric Demolder
- Musique : Seppuku Paradigm (Willie Cortés et Alex Cortés)
- Production : Alexis Dantec et Rita Wu
- Sociétés de production : The French Connection et Red East Pictures
- Société de distribution : La Fabrique de films (France)
- Pays d'origine :  France,  Hong Kong
- Langues : français, anglais, cantonais et mandarin
- Format : couleur – 2.35 : 1 (Cinémascope) – 35mm – Son Dolby SRD
- Genre : thriller
- Durée : 98 minutes
- Date de sortie :
  -  France : 27 avril 2011
- Interdit aux moins de 16 ans avec avertissement

## Distribution
- Frédérique Bel : Catherine Trinquier
- Carrie Ng : Carrie Chan
- Carole Brana : Sandrine Lado
- Stephen Wong Cheung-hing : Patrick
- Kotone Amamiya : Tulip
- Maria Chen : Flora
- Jack Kao : Mister Ko

## Production
Les scènes du film ont été tournées à Hong Kong en Chine.
Le personnage principal féminin, interprété par Frédérique Bel, s'inspire directement de l'image d'Alain Delon dans Le Samouraï,.

## Distinctions

### Récompenses
- 2010 : Meilleure bande originale au Festival international du film de Catalogne

### Nominations
- 2011 : Corbeau d’Argent du Meilleur réalisateur au Festival international du film fantastique de Bruxelles